# Grand Prix moto de Malaisie 2000
Le  Grand Prix moto de Malaisie 2000 est la deuxième manche du championnat du monde de vitesse moto 2000. La compétition s'est déroulée le 2 avril 2000 sur le circuit international de Sepang. C'est la 10e édition du Grand Prix moto de Malaisie.

## Classement final 500 cm3
| Pos  | Pilote              | Constructeur | Temps/Écart     | Points |
| ---- | ------------------- | ------------ | --------------- | ------ |
| 1    | Kenny Roberts Jr    | Suzuki       | 31 min 58 s 102 | 25     |
| 2    | Carlos Checa        | Yamaha       | +1 s 870        | 20     |
| 3    | Garry McCoy         | Yamaha       | +7 s 190        | 16     |
| 4    | Max Biaggi          | Yamaha       | +13 s 202       | 13     |
| 5    | Nobuatsu Aoki       | Suzuki       | +22 s 214       | 11     |
| 6    | Tadayuki Okada      | Honda        | +22 s 858       | 10     |
| 7    | Sete Gibernau       | Honda        | +25 s 081       | 9      |
| 8    | Alex Barros         | Honda        | +25 s 229       | 8      |
| 9    | Régis Laconi        | Yamaha       | +25 s 522       | 7      |
| 10   | Jeremy McWilliams   | Aprilia      | +35 s 874       | 6      |
| 11   | Jurgen vd Goorbergh | TSR-Honda    | +46 s 150       | 5      |
| 12   | Tetsuya Harada      | Aprilia      | +46 s 615       | 4      |
| 13   | José Luis Cardoso   | Honda        | +1 min 03 s 255 | 3      |
| 14   | David de Gea        | Modenas      | +1 min 05 s 616 | 2      |
| 15   | Sébastien Gimbert   | Honda        | +1 min 08 s 226 | 1      |
| 16   | Shane Norval        | Honda        | +1 min 42 s 190 |        |
| 17   | Norifumi Abe        | Yamaha       | +1 tour         |        |
| Abd. | Valentino Rossi     | Honda        | Abandon         |        |
| Abd. | Loris Capirossi     | Honda        | Abandon         |        |
| Abd. | Yoshiteru Konishi   | TSR-Honda    | Abandon         |        |
| Abd. | Àlex Crivillé       | Honda        | Abandon         |        |

## Classement final 250 cm3
| Pos  | Pilote             | Constructeur | Temps/Écart     | Points |
| ---- | ------------------ | ------------ | --------------- | ------ |
| 1    | Shinya Nakano      | Yamaha       | 43 min 20 s 928 | 25     |
| 2    | Olivier Jacque     | Yamaha       | +4 s 042        | 20     |
| 3    | Daijiro Kato       | Honda        | +6 s 270        | 16     |
| 4    | Ralf Waldmann      | Aprilia      | +17 s 172       | 13     |
| 5    | Marco Melandri     | Aprilia      | +41 s 679       | 11     |
| 6    | Anthony West       | Honda        | +43 s 577       | 10     |
| 7    | Luca Boscoscuro    | Aprilia      | +46 s 589       | 9      |
| 8    | Sebastian Porto    | Yamaha       | +50 s 730       | 8      |
| 9    | Alex Debón         | Aprilia      | +57 s 955       | 7      |
| 10   | Alex Hofmann       | Aprilia      | +58 s 477       | 6      |
| 11   | Naoki Matsudo      | Yamaha       | +58 s 659       | 5      |
| 12   | Jason Vincent      | Honda        | +59 s 380       | 4      |
| 13   | Franco Battaini    | Aprilia      | +1 min 05 s 180 | 3      |
| 14   | Roberto Rolfo      | TSR-Honda    | +1 min 15 s 621 | 2      |
| 15   | Johann Stigefelt   | TSR-Honda    | +1 min 19 s 994 | 1      |
| 16   | Jarno Janssen      | TSR-Honda    | +1 min 31 s 080 |        |
| 17   | Vincent Philippe   | TSR-Honda    | +1 min 33 s 083 |        |
| 18   | Shahrol Yuzy       | Yamaha       | +1 min 45 s 662 |        |
| 19   | Mike Baldinger     | Yamaha       | +1 min 46 s 346 |        |
| Abd. | Lucas Oliver Bulto | Yamaha       | Abandon         |        |
| Abd. | Jamie Robinson     | Aprilia      | Abandon         |        |
| Abd. | Ivan Clementi      | Aprilia      | Abandon         |        |
| Abd. | David Garcia       | Aprilia      | Abandon         |        |
| Abd. | David Checa        | TSR-Honda    | Abandon         |        |
| Abd. | Klaus Nohles       | Aprilia      | Abandon         |        |
| Abd. | Adrian Coates      | Aprilia      | Abandon         |        |
| Abd. | Fonsi Nieto        | Yamaha       | Abandon         |        |
| Abd. | Tohru Ukawa        | Honda        | Abandon         |        |

## Classement final 125 cm3
| Pos  | Pilote             | Constructeur | Temps/Écart     | Points |
| ---- | ------------------ | ------------ | --------------- | ------ |
| 1    | Roberto Locatelli  | Aprilia      | 43 min 30 s 945 | 25     |
| 2    | Youichi Ui         | Derbi        | +0 s 161        | 20     |
| 3    | Mirko Giansanti    | Honda        | +0 s 163        | 16     |
| 4    | Emilio Alzamora    | Honda        | +1 s 299        | 13     |
| 5    | Noboru Ueda        | Aprilia      | +6 s 246        | 11     |
| 6    | Gino Borsoi        | Aprilia      | +6 s 315        | 10     |
| 7    | Gianluigi Scalvini | Aprilia      | +11 s 098       | 9      |
| 8    | Masao Azuma        | Honda        | +11 s 329       | 8      |
| 9    | Steve Jenkner      | Honda        | +11 s 540       | 7      |
| 10   | Ivan Goi           | Derbi        | +15 s 917       | 6      |
| 11   | Pablo Nieto        | Honda        | +23 s 496       | 5      |
| 12   | Angel Nieto Jr     | Honda        | +26 s 226       | 4      |
| 13   | Max Sabbatani      | Honda        | +30 s 126       | 3      |
| 14   | Simone Sanna       | Aprilia      | +34 s 564       | 2      |
| 15   | Reinhard Stolz     | Honda        | +56 s 991       | 1      |
| 16   | Alex De Angelis    | Honda        | +1 min 02 s 794 |        |
| 17   | Antonio Elias      | Honda        | +1 min 03 s 411 |        |
| 18   | Lucio Cecchinello  | Honda        | +1 min 04 s 648 |        |
| 19   | Leon Haslam        | Italjet      | +1 min 25 s 423 |        |
| 20   | Decha Krisart      | Yamaha       | +2 min 14 s 740 |        |
| Abd. | Marco Petrini      | Aprilia      | Abandon         |        |
| Abd. | Jaroslav Huleš     | Italjet      | Abandon         |        |
| Abd. | Adrian Araujo      | Honda        | Abandon         |        |
| Abd. | William De Angelis | Aprilia      | Abandon         |        |
| Abd. | Arnaud Vincent     | Aprilia      | Abandon         |        |
| Abd. | Randy de Puniet    | Aprilia      | Abandon         |        |
| Abd. | Suhathai chamsub   | Honda        | Abandon         |        |